# Govern de Rússia
El Govern de la Federació Russa (rus: Прави́тельство Росси́йской Федера́ции, Pravítelstvo Rossískoi Federàtsiï) exerceix el poder executiu en la federació Russa. Els membres del govern són el Primer Ministre de Rússia (o President del govern), nomenat pel President del país prèvia aprovació de la Duma de l'Estat, a més dels vicepresidents i els ministres federals, els quals són nomenats pel President de la Federació a proposta del President del Govern. El govern rus té la seva base legal en la Constitució de la Federació Russa i la llei constitucional federal "Sobre el Govern de la Federació Russa". Té la seu central a Moscou.
D'acord amb la Constitució Russa de 1978, el president de Rússia era el cap de la branca executiva i encapçalava el Consell de Ministres de Rússia. Segons l'actual Constitució de 1993, el President de Rússia no forma part del Govern de Rússia, el qual exerceix el poder executiu.
Després de la desaparició de la Unió Soviètica, el Consell de Ministres de Rússia ha esdevingut el principal òrgan executiu. Després de la reforma administrativa del 2004, les tasques del govern s'han dividit en 17 ministeris, 5 serveis federals i unes 30 agències governamentals.
El primer ministre de Rússia és nomenat pel president de Rússia (actualment Vladímir Putin), i confirmat per la Duma estatal. L'actual primer ministre és Mikhaïl Mixustin.
El govern de Rússia ha estat acusat de mantenir relacions properes amb partits europeus d'extrema dreta.